# Zend Studio
Zend Studio — комерційне власницьке інтегроване середовище розробки застосунків на мові програмування PHP, розроблена Zend Technologies.  Заснована на PHP Development Tools для Eclipse.
Zend Studio тісно інтегрована з Zend Server, що надає зручну систему зневадження PHP-застосунків. Також Zend Studio інтегрована з Zend Framework і містить інструменти для спрощення роботи з цим фреймворком.

## Можливості
- Згортання коду
- Інтеграція з Zend Framework
- MVC подання
- Рефакторинг
- Генерація коду (методи доступу до членів класу, майстер класів та інтерфейсів)
- Аналіз та виправлення коду
- Підтримка PHP 4 і PHP 5 (включаючи замикання і простори імен)
- Ієрархічне представлення класів і методів
- Підтримка Dojo toolkit
- Зневадження PHP-скриптів (як локально, так і за допомогою інтеграції з Zend Server)
- Вбудований PHPUnit
- Інтеграція з phpDocumentor
- Підтримка HTML, CSS, JavaScript
- Підтримка SVN і CVS
- Підтримка FTP, SFTP і FTP через SSH
- Підтримка перегляду СУБД MySQL , Microsoft SQL Server, Oracle, PostgreSQL, SQLite
- Підтримка вебсервісів (генерація WSDL-файлів і інше)
- RSS-агрегатор
- Zend Studio Toolbar — панель для Internet Explorer і Mozilla Firefox для швидкого зневадження й профілювання сторінок безпосередньо з браузера

та інше.

## Великодні яйця
У Zend Studio 5 можна побачити фотографію розробників - для цього слід затиснути Ctrl+Shift+Z і клацнути по миготливому курсору.

## Виноски
1. ↑  Zend Studio Features — Zend.com. Архів оригіналу за 1 червня 2017. Процитовано 7 грудня 2011.
2. ↑  Фото розробників у Zend Studio Client. Архів оригіналу за 31 серпня 2011. Процитовано 7 грудня 2011.

## Дивись також
- PHP Development Tools